# Campagne négative
 (août 2024).
La mise en forme du texte ne suit pas les recommandations de Wikipédia : il faut le « wikifier ».
Les points d'amélioration suivants sont les cas les plus fréquents :
- Les titres sont pré-formatés par le logiciel. Ils ne sont ni en capitales, ni en gras.
- Le texte ne doit pas être écrit en capitales (les noms de famille non plus), ni en gras, ni en italique, ni en « petit »…
- Le gras n'est utilisé que pour surligner le titre de l'article dans l'introduction, une seule fois.
- L'italique est rarement utilisé : mots en langue étrangère, titres d'œuvres, noms de bateaux, etc.
- Les citations ne sont pas en italique mais en corps de texte normal. Elles sont entourées par des guillemets français : « et ».
- Les listes à puces sont à éviter, des paragraphes rédigés étant largement préférés. Les tableaux sont à réserver à la présentation de données structurées (résultats, etc.).
- Les appels de note de bas de page (petits chiffres en exposant, introduits par l'outil «  Source ») sont à placer entre la fin de phrase et le point final[comme ça].
- Les liens internes (vers d'autres articles de Wikipédia) sont à choisir avec parcimonie. Créez des liens vers des articles approfondissant le sujet. Les termes génériques sans rapport avec le sujet sont à éviter, ainsi que les répétitions de liens vers un même terme.
- Les liens externes sont à placer uniquement dans une section « Liens externes », à la fin de l'article. Ces liens sont à choisir avec parcimonie suivant les règles définies. Si un lien sert de source à l'article, son insertion dans le texte est à faire par les notes de bas de page.
- La présentation des références doit suivre les conventions bibliographiques. Il est recommandé d'utiliser les modèles {{Ouvrage}}, {{Chapitre}}, {{Article}}, {{Lien web}} et/ou {{Bibliographie}}. Le mode d'édition visuel peut mettre en forme automatiquement les références.
- Insérer une infobox (cadre d'informations à droite) n'est pas obligatoire pour parachever la mise en page.

Pour une aide détaillée, merci de consulter Aide:Wikification.
Si vous pensez que ces points ont été résolus, vous pouvez retirer ce bandeau et améliorer la mise en forme d'un autre article.

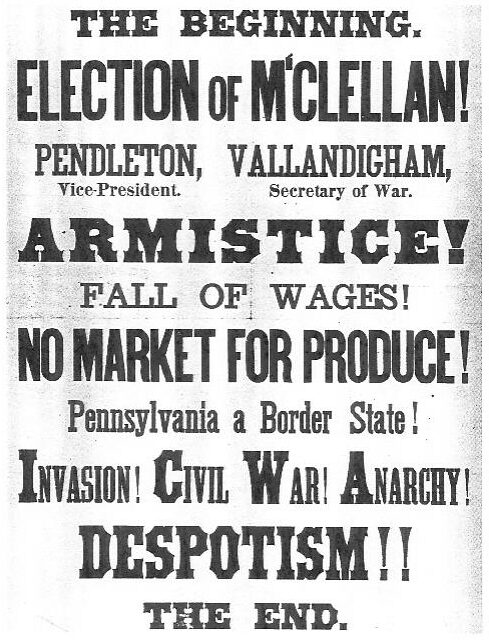
Affiche attaquant le candidat du parti démocrate pour l'élection présidentielle américaine de 1864

Une campagne négative est le processus de diffusion délibérée d'informations négatives sur quelqu'un ou quelque chose pour détériorer l'image publique de la personne décrite durant une campagne électorale, mais pas seulement. Un terme familier et un peu plus péjoratif pour cette pratique est dénigrement.

## Description
La diffusion délibérée de telles informations peut être motivée soit par le désir sincère du militant d'avertir les autres contre les dangers ou les lacunes réels de la personne décrite, soit par les idées malhonnêtes du militant sur les méthodes à utiliser pour gagner dans les sphères politiques, commerciales ou autres de la concurrence contre un rival honnête. Cependant, si les déclarations de dénigrement peuvent être prouvées comme étant correctes, le dénigrement prend la dimension morale du devoir d'un adversaire de servir le bien commun en exposant la faiblesse de l'autre candidat.
L'image publique d'une entité peut être définie comme la réputation, l'estime, le respect, l'acceptation de l'apparence, des valeurs et du comportement de l'entité par le grand public d'un territoire donné et/ou d'un groupe social, éventuellement dans des limites temporelles. Les groupes cibles du public et leurs valeurs étant différents, la négativité ou la positivité d'une image publique est relative ; ainsi, pour réussir, une campagne négative doit tenir compte des valeurs actuelles du groupe auquel elle s'adresse. Le degré de rigueur dans la pratique des valeurs du groupe par opposition à sa tolérance à l'égard de la violation des normes doit également être pris en considération.